# Czeczewo (województwo pomorskie)
Czeczewo (kaszub. Czeczewò) – wieś kaszubska w Polsce, położona w województwie pomorskim, w powiecie kartuskim, w gminie Przodkowo.
W latach 1954–1959 wieś należała i była siedzibą władz gromady Czeczewo, po jej zniesieniu w gromadzie Banino. W latach 1975–1998 miejscowość administracyjnie należała do województwa gdańskiego.
W miejscowości znajduje się rzymskokatolicka parafia św. Józefa, należąca do dekanatu Kielno w archidiecezji gdańskiej.
| SIMC    | Nazwa          | Rodzaj    |
| ------- | -------------- | --------- |
| 0169495 | Martenki       | część wsi |
| 0169503 | Popowce        | część wsi |
| 0169510 | Tokarskie Pnie | część wsi |

Miejscowość pod zlatynizowaną nazwą villa Cenczenwo wymieniona jest w łacińskim dokumencie wydanym w Świeciu w 1283 roku sygnowanym przez księcia pomorskiego Mściwoja II. Dawna niemiecka nazwa wsi to Czetschau. 